# ルドルフ・ヴァッカー
ルドルフ・ヴァッカー（Rudolf Wacker、1893年2月25日 - 1939年4月19日）はオーストリア生まれの画家である。「新即物主義」の画家の一人とされる。

## 略歴
オーストリアのフォアアールベルク州のブレゲンツの成功したスイス出身の建築業者の息子に生まれた。ブレゲンツの帝国工芸学校（Kaiserlich-Königliche Fachschule für gewerbliches Zeichnen）で学んだ後、ウィーンやワイマールの美術学校で学んだ。第一次世界大戦が始まると召集され、1915年にポーランドでロシア軍の捕虜となり、その後5年間をシベリアのトムスクの収容所で過ごした。1920年に帰国するとベルリンに住み、エーリッヒ・ヘッケル(Erich Heckel)を中心とする前衛画家グループで活動し、「表現主義」のスタイルで活動した。オーストリアの戻った後はスタイルを変えて、「新即物主義」に近づき、1923年のフォアアールベルク州の美術館で展覧会に出展した。
静物画。風景画、人物画などを描いた。1926年にボーデン湖を囲む、スイス、ドイツ、オーストリア地域の芸術家たちのグループ「Der Kreis」の創立メンバーとなった。1934年からヴェネツィア・ビエンナーレに参加した。
1938年にオーストリアが、ドイツに併合された後、ナチズムを批判する立場に立っていたため、共産主義者との関係責められ、しばしばゲシュタポの家宅捜索や尋問を受けることになった。心臓発作を起こして亡くなった。

## 作品
- (1925)
- (1925)
- (1926)
- (1928)
- (1932)
- (1931)
- (1934)
- (1937)